# Qianlu (sockenhuvudort i Kina, Zhejiang Sheng, lat 28,77, long 120,26)
Qianlu (kinesiska: 前路, 前路乡) är en sockenhuvudort i Kina. Den ligger i provinsen Zhejiang, i den östra delen av landet, omkring 160 kilometer söder om provinshuvudstaden Hangzhou. Antalet invånare är 4 979. Befolkningen består av 2 420 kvinnor och 2 559 män. Barn under 15 år utgör 15,0 %, vuxna 15-64 år 66 %, och äldre över 65 år 18,0 %.
Runt Qianlu är det ganska tätbefolkat, med 166 invånare per kvadratkilometer. Närmaste större samhälle är Huzhen, 4,5 km norr om Qianlu. I omgivningarna runt Qianlu växer i huvudsak blandskog.
Genomsnittlig årsnederbörd är 2 368 millimeter. Den regnigaste månaden är juni, med i genomsnitt 417 mm nederbörd, och den torraste är januari, med 69 mm nederbörd.